# 大犬座FU
大犬座FU，又名BD-21 1695，HD 52437、SAO 172725、HR 2628，是大犬座的一颗恒星，视星等为6.53，位于銀經233.72，銀緯-8.03，其B1900.0坐标为赤經6h 56m 4.4s，赤緯-21° -8.03′ 45″。